# Karolina Kostner
Karolina Kostner (ital. Carolina Kostner; rođena 8. februara 1987. u Bolcanu, Italija) je italijanska klizačica u umetničkom klizanju. Njen najbolji rezultat na takmičenjima je bila bronzana medalja na Svetskom prvenstvu u umetničkom klizanju 2005. godine.
Karolinina majka Patricija je takođe bila umetnička klizačica koja se takmičila 70-tih godina, dok je njen otac Ervin igrao za italijanski nacionalni tim u hokeju na ledu, učestvujući pritom na raznim takmičenjima od Svetskog šampionata do Olimpijskih igara.

Kostnerova je rođaka i kumče Izolde Kostner, dobitnice srebrne medalje u alpskom skijanju na zimskim Olimpijskim igrama 2002. u Solt Lejk Sitiju.
Karolina je bila i nosilac italijanske zastave na otvaranju zimskih Olimpijskih igara 2006. u Torinu. Stefan Lambier, klizač i nosilac srebrne Olimpijske medalje 2006. je nakratko bio sa njom u vezi.

## Glavni rezultati
- - 2013. Zlatna medalja na evropskom šampionatu
- 2007.
  - Zlatna medalja na Italijanskom nacionalnom prvenstvu
  - Zlatna medalja na Evropskom šampionatu
  - Šesto mesto na Svetskom šampionatu

- 2006.
  - Deveto mesto na zimskim Olimpijskim igrama
  - Bronzana medalja na Evropskom šampionatu

- 2005. 
  - Bronzana medalja na Svetskom šampionatu
  - Sedmo mesto na Evropskom prvenstvu

- 2004. 
  - Peto mesto na Svetskom šampionatu
  - Peto mesto na Evropskom prvenstvu

- 2003. 
  - Deseto mesto na Svetskom šampionatu
  - Četvrto mesto na Evropskom prvenstvu
  - Bronzana medalja na juniorskom Svetskom prvenstvu

- 2002.
  - Deseto mesto na juniorskom Svetskom prvenstvu

- 2001.
  - Jedanaesto mesto na juniorskom Svetskom prvenstvu

## Spoljašnje veze
- Zvanični sajt
- ISU Sajt
- NBC Olimpijada